# Державний історико-архітектурний заповідник «Стародавній Київ»
Державний історико-архітектурний заповідник «Стародавній Київ» (ДІАЗ «Стародавній Київ» [Архівовано 27 вересня 2016 у Wayback Machine.]) — комплекс пам'яток історичного центру Києва. Межі заповідника охоплюють північно-східний виступ Старокиївської гори, Старий Поділ і ряд окремих пам'яток архітектури Старого Києва. Заповідник є спеціально уповноваженим органом охорони, використання, реставрації та популяризації пам'яток архітектури, історії і культури, що включені в його межі.
Заповідник «Стародавній Київ» має статус комплексної пам'ятки містобудування, а вся його територія має статус землі історико-культурного призначення.

## Історія створення
У 1987 році постановою Ради Міністрів УРСР на території Стародавнього Подолу і сусідньої із ним частині Старокиївської гори був створений Державний історико-архітектурний заповідник «Стародавній Київ». Кордони заповідника визначалися на основі результатів наукових досліджень. Рішенням Київського Виконкому у 1988 році вони були документально зафіксовані.
З 1998 року заповідник діє у складі Київського науково-методичного центру по охороні, реставрації та використанню пам'яток історії, культури і заповідних територій.
Постановою Кабміну України у 2001 році всі об'єкти заповіднику були занесені до реєстру пам'яток національного значення.

## Склад заповіднику
Заповідник займає територію у 175 га, на якій розміщено 74 пам'ятки архітектури, 15 — історії, 22 — археології, 2 — монументального мистецтва.
- Північно-східний виступ Старокиївської гори;
- Старий Поділ;
- Ландшафтні об'єкти (стародавні об'єкти Детинка, урочище Гончарі-Кожум'яки та ін.);
- Ряд окремих пам'яток архітектури Старого Києва (храми і келії Свято-Покровського монастиря, пам'ятник князю Володимиру, Магдебурзькому праву, Григорію Сковороді та багато інших).

### Пам'ятки архітектури
Ансамбль Іллінської церкви, XVII—XVIII ст., вул. Почайнинська, 2
- Іллінська церква, 1692 р.
- Дзвіниця, початок XVIII ст.
- Брама й мури Іллінської церкви, 1755 рік
- Мала бурса, XVIII ст.

Ансамбль Братського монастиря, XVII—XIX ст., вул. Григорія Сковороди, 2; Контрактова площа, 2
- Старий академічний корпус
- Трапезна із церквою Св. Духа
- Сонячний годинник
- Поварня з келіями
- Новий академічний корпус
- Келії
- Корпус ігумена
- Проскурня

Бурса, 1778—1816 рр., вул. Набережно-Хрещатицька, 27
Ансамбль Флорівського монастиря, XVII—XIX ст., вул. Микільсько-Притиська, 5; вул. Фролівська, 6/8.
- Вознесенська церква, 1772—1732 рр.
- Дзвіниця
- Трапезна церква
- Будинок ігумена

Церква Миколи Набережного 1772-75 рр.; Григорія Сковороди, 12
 Притисько-Микільська церква; вул. Хорева, 5а
Дзвіниця церкви Миколи Доброго; вул. Покровська, 6
Духовна семінарія, нині Академія образотворчого мистецтва і архітектури, 1888 рік; вул. Вознесенський узвіз, 20.
Поштова станція; Поштова пл., 2
Старий контрактовий будинок, 1799—1801 рр.; вул. Покровська, 4
Контрактовий будинок; Контрактова пл., 2
Колона магдебурзького права; Набережне шосе
Пам'ятник князю Володимиру Святославичу; Володимирська гірка
Житловий будинок, 1808 р.; вул. Покровська, 5
Житловий будинок, поч. XVIII—XIX ст.; вул. Спаська, 16б
Житловий будинок, 1804—1878 рр.; Покровська, 8
Житловий будинок, поч. XVIII ст.; вул. Костянтинівська, 6
Житловий будинок, XIX ст.; вул. Ігоревська, 13/5
Магазин, 1820—1821 рр.; вул. Сагайдачного, 16/5
Зерносховище, XVIII ст.; вул. Братська, 2
Училище, 1820-і рр.; вул. Костянтинівська, 9/6
Житловий будинок, перша пол. XIX ст.; вул. Хорива, 5
Покровська церква, 1766—1772 рр., та дзвіниця, друга пол. XVIII ст.; вул. Покровська, 7
Покровський монастир, кін. XIX — поч. XX ст.; Бехтерєвський провулок, 15
- Миколаївський собор
- Храм Покрови Пресвятої Богородиці

Трапезна Михайлівського Золотоверхого монастиря, 1712 р.; Трьохсвятительська вул., 4

### Відбудовані пам'ятки архітектури
Михайлівський Золотоверхий монастир, 1108—1113 рр.; Трьохсвятительська вул., 4. Перебудований у XVII—XVIII ст., зруйнований у 1934—1936 рр. у зв'язку із будівництвом Урядового центру. Відбудований у 1999 р.
- Золотоверхий Михайлівський собор, 1108—1113 рр.
- Дзвіниця

Церква Богородиці Пирогощої, 1132—1136 рр., Контрактова площа, 6. Перебудована у 1770-х роках, зруйнована в 1930-х роках. Відбудована у 1997—1998 роках, стародавні фундаменти законсервовані.
 Фонтан Самсон, 1749 р., Контрактова площа. Зруйнований у 1930-х роках, відновлений у 1982 році.
 Церква Різдва Христового, 1814 р., Поштова площа. У 1861 році тут у церкві було встановлено труну Тараса Шевченка під час перевезення його праху з Петербурга до Канева. Зруйнована в 1950-х роках. Відбудована у 2002—2005 роках.

### Інші пам'ятки
Шар «міста Володимира» і комплекс пам'яток слов'янського часу: городище Кия (V—VIII ст)., капище (VI—IX ст)., підмурки палацу княгині Ольги (Х ст.), фундаменти Василівської церкви, підмурки і залишки ротонди (XII—XIII ст.), фундаменти церкви Успіння Богородиці Пирогощої (XII ст.), підмурки Борисоглібської церкви (XII—XIII ст.).

## Музеї
- Музей історії Михайлівського Золотоверхого монастиря (вул. Трьохсвятительська,6)
- Музей «Кам'яниця київського війта» (вул. Костянтинівська 6/8)
- Постійно діюча виставка «До історії самоврядування в Києві» (Поштовий будинок, Поштова пл., 2)
- Виставкова експозиція «Історія церкви Богородиці Пирогощої»